# Virgil Jacomini
Virgil Jacomini, né le 30 mai 1899 à Washington (district de Columbia) et mort le 4 octobre 1984 à Houston, est un rameur d'aviron américain.

## Palmarès

### Jeux olympiques
- Anvers 1920
  -  Médaille d'or en huit[1].